# 阿卜杜尔·穆伊斯
阿卜杜尔·穆伊斯（1886年7月3日—1959年6月17日），印尼作家、记者，在荷属东印度时期参与了印度尼西亚的独立运动，並曾因此多次入狱。他的代表作為《错误的教育》。

## 生平

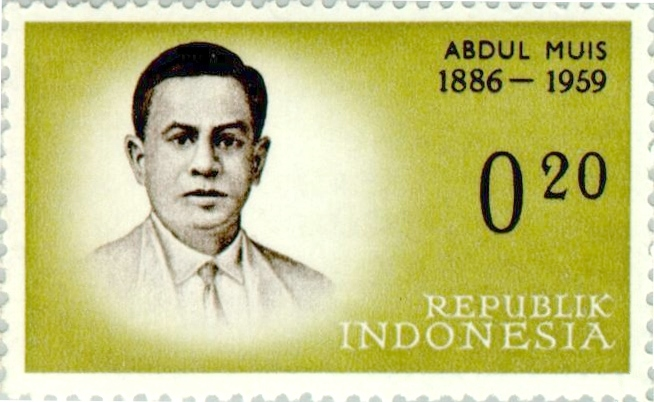
绘有穆伊斯的邮票（1961年）

1886年，穆伊斯出生于荷属东印度西苏门答腊省双溪普洱的一个米南佳保人贵族家庭。他从小接受西式教育，曾在雅加达学习医学，但三年后因病辍学，康复后成为政府公务员。随后转而从事新闻工作，于1912年与人共同创办刊物《少壮派》（Kaoem Moeda）。他以煽动性的文风、对荷属东印度殖民政府的批判而知名。第一次世界大战期间，他积极参与扩大印尼自治权的运动，并成为东印度防务委员会（荷蘭語：Comité Indië Weerbaar）的一员。
与此同时，穆伊斯加入了伊斯蘭聯盟。他成为组织中的活跃成员，并迅速晋升，成为了驻荷兰代表，参与旨在使印尼在荷兰议会制度中获得直接代表权的谈判。1920年，他被推选为荷属东印度人民议会的议员，该机构后来发展成半立法议会。这个机构中还有数个著名的民族主义领导人，如集托·芒溫庫蘇莫、佐格罗阿米诺多与萨姆·拉图兰吉等。
穆伊斯与荷属东印度政府之间多次发生冲突。1919年，穆伊斯在北苏拉威西省游说时因涉嫌杀害荷兰官员被捕。1922年，穆伊斯在日惹领导了一起抗议式罢工，并因此被捕，在西爪哇省牙律的监狱中度过了三年。
1920年代后期，穆伊斯将其关注点从政治转移到文学创作上。1927年，他加入了国有出版社圖書編譯局。1928年，穆伊斯发表了首部小说《错误的教育》。 这部作品讲述了汉纳非（Hanafi）与珂丽（Corrie）之间悲惨的故事，反映出当时印尼的种族与社会歧视问题。 汉纳非自幼丧父，母亲将其寄宿在荷兰人家中。受到西方教育的影响，汉纳非对自己的民族与文化感到不屑。在母亲的劝说下，汉纳非与表妹拉比雅结婚。尽管拉比雅对丈夫百依百顺，但汉纳非并不爱她，而是爱着从小一起长大的混血女孩珂丽。为了与珂丽结婚，汉纳非放弃了自己的国籍，并改名为“克里斯蒂安·汉”。由于西方的奴化教育，两人婚后生活并不和谐，最终导致珂丽离家出走，并死在医院中。拉比雅也因为他的错误导致了离异。为了使两个女人能够安息，汉纳非最终以自杀结束了自己的生命。汉纳非与珂丽之间的冲突反映出独立前印尼面对“要坚守传统价值观还是选择西方价值观”这一问题的社会现实。该作品被认为是穆伊斯代表作之一， 同时也是最受欢迎的印尼近代文学作品之一。2009年，图书编译局将该书收入印尼文化遗产系列中。2010年，隆塔基金会出版了该书的英译版《Never the Twain》。除此之外，穆伊斯还著有其他三篇长篇小说。
1930年，穆伊斯加入了印度尼西亞民族黨，但该党第二年就遭到取缔，穆伊斯从此被流放到西爪哇省的一座孤岛上，直到日本取代荷兰在印尼的统治后才重获自由。穆伊斯在萬隆度过了后半生，并参与了万隆理工学院的建立。印尼独立后，他成立了人民斗争联盟，专注于西爪哇与巽他族的发展。他还将《堂吉诃德》、《汤姆·索亚历险记》等世界名著翻译成印尼语。
穆伊斯在1959年6月17日于万隆逝世。印尼政府为其举行了隆重的军葬仪式，将遗体安置在芝特拉烈士公墓。在他逝世两个月后的8月30日，因其对印尼民族主义的积极贡献，首任印尼总统蘇卡諾授予了他印度尼西亚民族英雄的称号。他被视为印度尼西亚历史上重要的独立斗士。在印尼的许多城市，都有以他为名的道路以示纪念。新加坡文学评论家陈达生认为穆伊斯“不愧为‘印尼的鲁迅或高尔基’。”

## 著作
穆伊斯的作品主要有以下四部长篇小说：
- 《错误的教育（英语：Salah Asuhan）》（1928）
- 《美满姻缘（英语：Pertemuan Jodoh）》（1932）
- 《苏拉巴蒂》（Surapati, 1950）
- 《苏拉巴蒂之子罗伯特》（Robert Anak Surapati, 1953）